# Landman (Fernsehserie)
Landman ist eine von Taylor Sheridan entwickelte Dramaserie, die auf dem englischsprachigen Podcast „Boomtown“ von 2019 basiert und seit dem 18. November 2024 im Streaming-Programm von Paramount+ gezeigt wird. Die Geschichte thematisiert das Geschäft der Ölkonzerne und ihre Auswirkungen auf die ganze Welt.

## Handlung
Auf den Ölfeldern im Westen von Texas heizt ein Ölförderboom das Klima, die Weltwirtschaft und die Geopolitik an. Mittendrin steht Tommy Norris, ein altgedienter und zynischer sogenannter Landman, der sich vor Ort für die Ölfirmen um die Eigentumsverhältnisse von Land und Mineralrechten sowie Pachtverträge mit Landbesitzern bzw. Rechteinhabern kümmert. Zusätzlich ist er als Generalmanager des Projekts mit den Explorationsteams, der Polizei und den Behörden in Kontakt. Sein Fokus liegt darauf, schnellstmöglich Probleme zu lösen, damit die Förderung los- bzw. weitergeht. Er steht in ständigem Kontakt mit seinem langjährigen Weggefährten und Freund Monty Miller, der durch harte Arbeit und Rücksichtslosigkeit an die Spitze des Ölunternehmens M-Tex Oil kam, für das Tommy arbeitet.
Die Nähe zu Mexiko ruft die Drogenkartelle auf den Plan, deren Transportrouten durch das karge und kaum besiedelte Westtexas verlaufen.
Privat hat Tommy eine Exfrau namens Angela und zwei Kinder, Ainsley und Cooper. Angela liebt den Luxus und trennte sich von Tommy, als dieser nach einer Ölpreiskrise alles verlor. Tochter Ainsley ist 17 und verbringt ihren Spring Break bei ihrem Vater, während ihr älterer Bruder Cooper drei Monate vor Abschluss seines Geologiestudiums das Studium abbrach, um das Ölfördergeschäft von der Pike auf zu lernen. Er arbeitet unter seinem Vater in einem der vielen Explorationsteams. Bei seinem ersten Einsatz kommt es an einem Förderturm zu einer Explosion (einem sogenannten Blowout), bei der alle drei Teammitglieder ums Leben kommen und Cooper schwer verletzt wird. Mutter Angela, die mit ihrem neuen Ehemann in das mexikanische Cabo San Lucas zum Urlauben gereist ist, fliegt zu ihm ins Krankenhaus zurück.
Die Hinterbliebenen sollen außergerichtlich entschädigt werden, damit sie keine Klage gegen M-Tex Oil anstrengen. Dafür wird die ehrgeizige Junganwältin Rebecca Falcone beauftragt. Cooper fühlt sich schuldig und macht seine Aufwartung, wobei er auf die Witwe eines seiner getöteten Teammitglieder trifft. Die beiden kommen sich etwas näher, was die Wut auf Cooper bei einem Cousin, der ebenfalls bei M-Tex Oil als Landman arbeitet, nochmals verstärkt.

## Episodenliste
| Nr. (ges.) | Nr. (St.) | Deutscher Titel                  | Originaltitel               | Erstausstrahlung USA | Deutschsprachige Erstausstrahlung (D) | Regie            | Drehbuch        |
| ---------- | --------- | -------------------------------- | --------------------------- | -------------------- | ------------------------------------- | ---------------- | --------------- |
| 1          | 1         | Landman                          | Landman                     | 17. Nov. 2024        | 18. Nov. 2024                         | Taylor Sheridan  | Taylor Sheridan |
| 2          | 2         | Träumer und Versager             | Dreamers and Losers         | 17. Nov. 2024        | 18. Nov. 2024                         | Taylor Sheridan  | Taylor Sheridan |
| 3          | 3         | Im Vorhof der Hölle              | Hell Has a Front Yard       | 24. Nov. 2024        | 25. Nov. 2024                         | Stephen Kay      | Taylor Sheridan |
| 4          | 4         | Der Reiz der zweiten Chancen     | The Sting of Second Chances | 1. Dez. 2024         | 2. Dez. 2024                          | Stephen Kay      | Taylor Sheridan |
| 5          | 5         | Wo ist Zuhause                   | Where is Home               | 8. Dez. 2024         | 9. Dez. 2024                          | Stephen Kay      | Taylor Sheridan |
| 6          | 6         | Nicht gemein genug               | Beware the Second Beating   | 15. Dez. 2024        | 16. Dez. 2024                         | Michael Friedman | Taylor Sheridan |
| 7          | 7         | Alle Straßen führen zum Bohrloch | All Roads Lead to a Hole    | 22. Dez. 2024        | 23. Dez. 2024                         | Michael Friedman | Taylor Sheridan |
| 8          | 8         | Das ungeschickte Leben           | Clumsy, This Life           | 29. Dez. 2024        | 30. Dez. 2024                         | Stephen Kay      | Taylor Sheridan |
| 9          | 9         | WolfCamp                         | WolfCamp                    | 5. Jan. 2025         | 6. Jan. 2025                          | Stephen Kay      | Taylor Sheridan |
| 10         | 10        | Die Krümel der Hoffnung          | The Crumbs of Hope          | 12. Jan. 2025        | 13. Jan. 2025                         | Stephen Kay      | Taylor Sheridan |

## Besetzung und Synchronisation
Die deutschsprachige Fassung wurde von Cinephon Filmproduktions GmbH in Berlin, die Dialogbücher von Gerd Naumann und Martin Schowanek, die Dialogregie ebenfalls von Gerd Naumann erstellt. Es gab 74 Sprechrollen.
| Rolle           | Darsteller         | Synchronsprecher    |
| --------------- | ------------------ | ------------------- |
| Tommy Norris    | Billy Bob Thornton | Joachim Tennstedt   |
| Angela Norris   | Ali Larter         | Dascha Lehmann      |
| Monty Miller    | Jon Hamm           | Sascha Rotermund    |
| Cooper Norris   | Jacob Lofland      | Patrick Keller      |
| Ainsley Norris  | Michelle Randolph  | Franziska Trunte    |
| Dale Bradley    | James Jordan       | Matthias Klimsa     |
| Rebecca Falcone | Kayla Wallace      | Flavia Vinzens      |
| Nathan          | Colm Feore         | Frank Röth          |
| Ariana          | Paulina Chávez     | Magdalena Montasser |

## Produktion

### Hintergrund
Im Februar 2022 bestellte Paramount+ eine Adaption des elfteiligen Podcasts „Boomtown“ von 2019 in Form einer Fernsehserie von Autor Taylor Sheridan mit dem Titel „Landman“ und Billy Bob Thornton als Hauptdarsteller. Der Podcast thematisiert die großen Ölkonzerne im Südwesten der USA. In den Episoden der Serie werden die Vorzüge und die Unverzichtbarkeit der fossilen Brennstoffe, insbesondere des Öls, immer wieder thematisiert während die Wind- und Solarenergie abgewertet wird. Die Produktion der Serie wird vom Amt des Gouverneurs Greg Abbott unterstützt, der zu den einflussreichsten Politikern der MAGA (Make America Great Again) gezählt wird.    Produziert wird die Serie von Sheridans eigener Firma „Bosque Ranch Productions“, sowie von „MTV Entertainment Studios“ und den „101 Studios“. Zu den Produzenten gehören neben Sheridan Christian Wallace, David C. Glasser, David Hutkin, Ron Burkle, Bob Yari, Geyer Kosinski, Michael Friedman und Stephen Kay.
Die Dreharbeiten zur ersten Staffel begannen im Februar 2024 und wurden im Juni 2024 beendet. Gedreht wurde unter anderem in und um Fort Worth in Texas.
Am 12. März 2025 wurde bekannt, dass eine zweite Staffel produziert wird. Die Dreharbeiten dazu begannen noch im März 2025.

### Veröffentlichung
Die ersten zwei Episoden wurden am 17. November 2024 in den USA und einen Tag später, am 18. November 2024 in Deutschland bei Paramount+ veröffentlicht. Die weiteren Episoden wurden seitdem jeweils einzeln wochenweise veröffentlicht.

## Preise
- 2024: Satellite Award: Bester Darsteller in einer Serie – Drama (Billy Bob Thornton nominiert)[11]
- 2025: Golden Globe Award: Bester Serien-Hauptdarsteller – Drama (Billy Bob Thornton nominiert)[12]